# Hamburgi főegyházmegye
A Hamburgi főegyházmegye (latinul: Archidioecesis Hamburgensis, németül: Erzbistum Hamburg) egy németországi római katolikus egyházmegye. Noha területét tekintve az ország legnagyobb egyházmegyéje, kevesebb mint négyszázezer hívő él itt. Székesegyháza a hamburgi Szűz Mária Katedrális.
Jelenlegi főpásztora Stefan Heße érsek.
Az érsekség szuffragáneusai a Hildesheimi egyházmegye és az Osnabrücki egyházmegye.

## Története

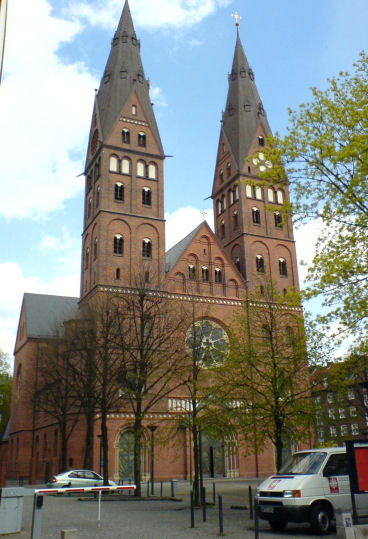
Az hamburgi dóm

A Hamburgi püspökség Nagy Lajos nevéhez köthető, ám időpontja bizonytalan. Az egyházmegyét érseki rangra IV. Gergely pápa emelte, első érseke pedig a bencés szerzetes, Szent Oszkár volt. A 11. század végére a püspöki székhelyet Brémába helyezték át, de Hamburgban továbbra is káptalan működött, és számos különleges jogkört megtarthatott. A reformáció térnyerése végül az egész egyházmegye hanyatlását jelentette. Az 1648-as vesztfáliai békében az egész püspökséget felszámolták, minden vagyonát szekularizálták. Az akkor nyolcszáz éves székesegyházat, az egykori egyházmegye utolsó nyomaként 1804-ben teljesen elbontották.
Az egyházmegye újraalapítására több száz évet kellett várni. II. János Pál pápa 1994-ben Omnium Christifidelium kezdetű apostoli rendelkezésével állította fel a Hamburgi főegyházmegyét. Az új egyházmegye Hamburg és Schleswig-Holstein egész területét, valamint Mecklenburg-Elő-Pomeránia nyugati felét. Az új székesegyházat 1893-ban szentelték fel.

## Az egyházmegye püspökei
- Ludwig Awerkamp (1994-2002)
- Werner Thissen (2002-2014)
- Stefan Heße (2015- )

## Szomszédos egyházmegyék
- Hildesheimi egyházmegye (délnyugat)
- Koppenhágai egyházmegye (észak)
- Berlini főegyházmegye (délkelet)